# Dierentuin van Fresno
De dierentuin van Fresno, officieel de Fresno Chaffee Zoo, is een dierentuin in de Amerikaanse stad Fresno (Californië), gelegen in het midden van het Roeding Park aan Belmont Avenue ten oosten van de SR 99. De dierentuin is aangesloten bij de Association of Zoos and Aquariums (AZA) en de World Association of Zoos and Aquariums (WAZA). Het heeft een oppervlakte van 7,3 hectare en trekt jaarlijks ruim 500.000 bezoekers.

## Geschiedenis

### Begin
Wat later Fresno Chaffee Zoo zou worden, is ontstaan in 1908. De eerste dieren waren voornamelijk gedoneerde huisdieren waar men van af wilde, maar omdat gegevens slecht werden bijgehouden, is er weinig bekend over de collectie in de beginjaren. Het eerste document van de dierentuin vermeldt dat de collectie uit twee beren en ongeveer 50 vogels van verschillende soorten bestond. Het in de jaren 20 gebouwde amfitheater trok ook meer mensen naar de dierentuin en meer dieren werden toegevoegd en gehuisvest in houten hutachtige verblijven. In 1929 opende het als Roeding Park Zoo, nadat de dierentuin erkend werd door AZA.

### Jaren 40 en 50
Tussen 1940 en 1950 groeide de dierentuin zowel in omvang als in kwaliteit van de voorzieningen en in 1947 werd een mijlpaal bereikt met 100 dieren. De eerste bestuurder van de dierentuin, Eldon "Curly" Blocker, was gehuurd van San Diego Zoo en zijn status zorgde ervoor dat de dierentuin haar collectie makkelijker kon uitbreiden. In 1949 kwam de iconische Aziatische olifant Nosey naar de dierentuin met hulp van de Rotary Club van Fresno. Ze deed mee aan een parade die ter ere van haar werd gehouden en ze werd daardoor zo geliefd, dat het leidde tot de oprichting van de Fresno Zoological Society. Deze organisatie promootte de dierentuin en zette inzamelingsacties op voor de daaropvolgende jaren.
In de jaren 50 werden er tien grote verblijven gebouwd, met onder andere een volière voor verscheidene Afrikaanse vogels. Het park werd in 1957 officieel lid van de Association of Zoos and Aquariums.

### Jaren 60 en 70
In de jaren 60 onderging de zoo een aantal grote veranderingen. Zo werd er door toegenomen vandalisme een hek om het park heen gezet, een toegangsfooi van 25 cent ingevoerd en het Parks Zoo Admissions Trust Fund opgericht om een schakel te vormen tussen de dierentuin en het stadsbestuur. Dr. Paul Chaffee werd in 1965 gehuurd als de eerste directeur en dierenarts van de dierentuin en de bestuurstaak ging van de Zoo Society naar de directeur. Aan het eind van het decennium werden de verblijven gerenoveerd, waarbij zaken als klimaatregeling werden toegevoegd om het comfort van de dieren te verbeteren. Bovendien ging men ook de verzorgingsprogramma's evalueren, waardoor de levensverwachting van de dieren in het park omhoog ging. In 1967 werd het nieuwe roofvogelverblijf gebouwd en in het jaar daarna werd er een nieuw masterplan bedacht om de toekomstige ontwikkeling van de dierentuin vorm te geven.
Tussen 1970 en 1980 breidde de zoo zijn grondgebied met een derde uit en bouwde men nieuwe verblijven van onder andere bizons, elanden en prairiehonden. In 1976 werd ter ere van de United States Bicentennial het grizzlybeerverblijf uitgebreid en in 1978 richtte men het Park Zoo Trust Fund (niet hetzelfde als het Parks Zoo Admissions Trust Fund), die ervoor moest zorgen dat een deel van de opbrengsten van de verkoop van etenswaren gebruikt werd voor het verbeteren van de dierentuin. Hierdoor hoefde de dierentuin niet meer om geld te vragen van het stadsbestuur. In 1979 werd het Edward A. Kane Reptile House gebouwd, dit was het eerste computergestuurde reptielenhuis ter wereld.

### Jaren 80 en 90
Noseys verblijf werd in 1982 gerenoveerd en er werden drie olifanten bijgezet. In 1984 heeft men het verblijf van de rode wolf gebouwd en was het Doris and Karl Falk Wildlife Education Center voltooid, dat later de ruggengraat zou vormen voor het Education Center, een leercentrum. In 1985 veranderde de dierentuins naam van Roeding Park Zoo naar Fresno Zoo en in 1988 was het doorloopbare regenwoudverblijf voltooid. Het Adopt-an-Animal-programma (Adopteer-een-Dier) werd in 1989 opgezet om geld op te halen.
In 1990 werd de naam weer veranderd, namelijk naar Chaffee Zoological Gardens of Fresno, als eerbetoon aan Dr. Paul S. Chaffee, die dat jaar stierf. Men verlengde de ingang in 1991 om een betere verbinding te maken met een nabijgelegen speelpark. Verder werd er ook een vogelshow toegevoegd, die gehouden werd in het vernieuwde amfitheater. In 1993 overleed de olifant Nosey op 47-jarige leeftijd.

### Vanaf 2000
In 2004 werd er een akkoord, genaamd Measure Z, aangenomen door de bewoners van Fresno om geld op te halen voor de uitbreiding en verbetering van de dierentuin. Het miljoenenproject ligt momenteel stil, totdat er een rapport is verschenen over het effect op het milieu. 
In 2006 veranderde men de naam in Fresno Chaffee Zoo, de huidige naam. Een jaar later was er een rondreizend pijlstaartroggenverblijf in de dierentuin. Opmerkelijk is dat verschillende roggen zijn gefokt tijdens hun periode in Fresno en in 2009 kwam er een permanent pijlstaartroggenverblijf.

## Dieren

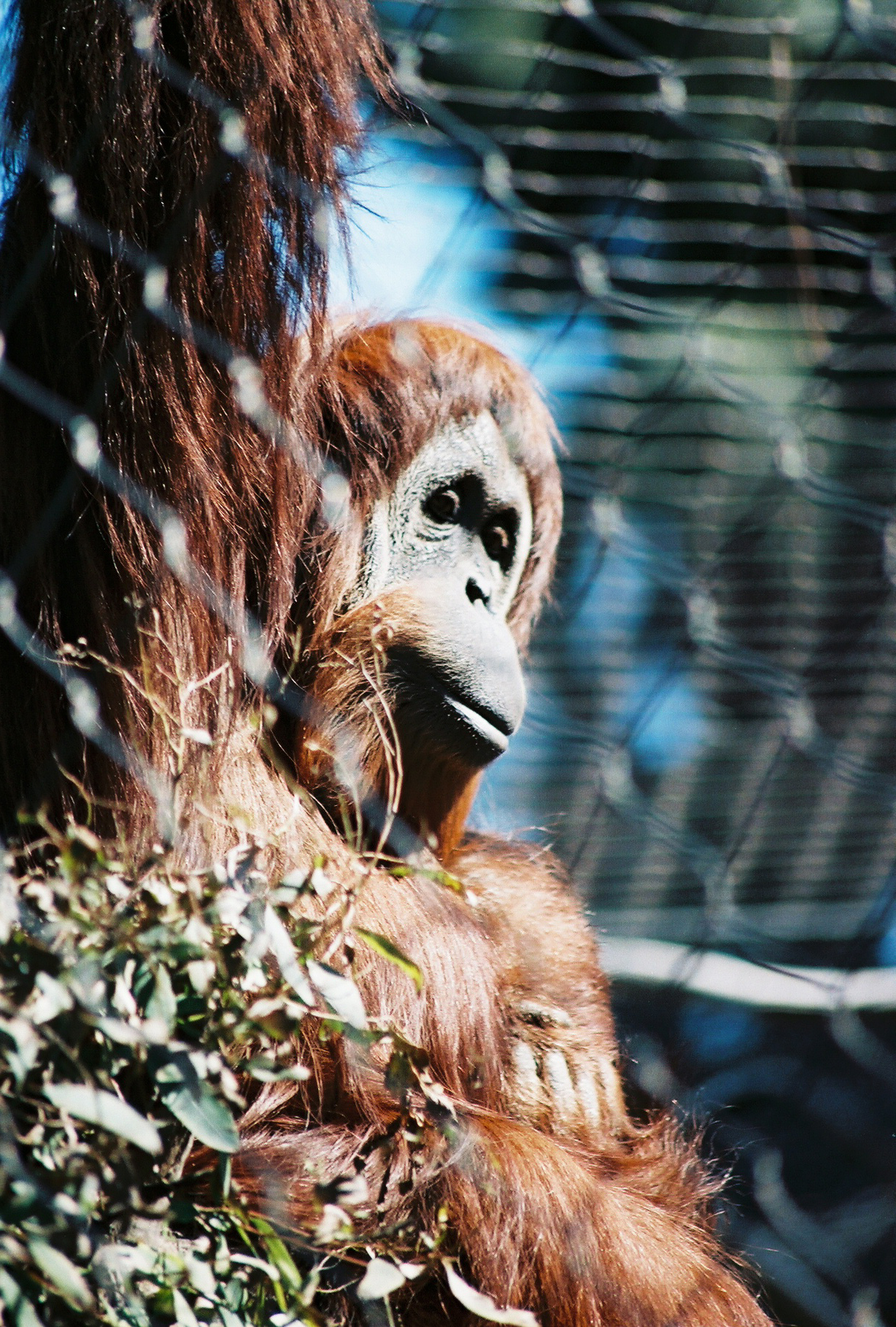
Een Sumatraanse orang-oetan in de dierentuin

De collectie van de dierentuin bestaat uit 724 dieren van zo'n 125 verschillende soorten, waarvan er een aantal op de lijst staan van het Species Survival Plan (SSP), een samenwerkingsprogramma tussen verschillende bij de AZA aangesloten dierentuinen voor het behoud van zeldzame diersoorten. Dat zijn de volgende soorten:
| - Addax (Addax nasomaculatus) - Algazel (Oryx dammah) - Andescondor (Vultur gryphus) - Arubaanse ratelslang (Crotalus durissus unicolor) - Chacopekari (Catagonus wagneri) - Fennek (Fennecus zerda) - Indische tapir (Tapirus indicus) - Kleine witneusmeerkat (Cercopithecus petaurista) - Maleise tijger (Panthera tigris jacksoni) - Mexicaanse roodknievogelspin (Brachypelma smithi) | - Monniksgier (Aegypius monachus) - Oostelijke franjeaap (Colobus guereza) - Ringstaartmaki (Lemur catta) - Rode vari (Varecia rubra) - Rode wolf (Canis rufus) - Siamang (Symphalangus syndactylus) - Stralenschildpad (Astrochelys radiata) - Sumatraanse orang-oetan (Pongo abelii) - Zwavelborsttoekan (Ramphastos sulfuratus) |